# Andrés Franco Ramos
Andrés Franco Ramos (10 de noviembre de 1966) es un deportista cubano que compitió en judo. Ganó dos medallas en los Juegos Panamericanos en los años 1987 y 1991, y tres medallas en el Campeonato Panamericano de Judo entre los años 1986 y 1994.
Participó en los Juegos Olímpicos de Barcelona 1992, donde finalizó noveno en la categoría de –86 kg.

## Palmarés internacional
| Juegos Panamericanos    | Juegos Panamericanos          | Juegos Panamericanos | Juegos Panamericanos |
| Año                     | Lugar                         | Medalla              | Categoría            |
| ----------------------- | ----------------------------- | -------------------- | -------------------- |
| 1987                    | Indianápolis (Estados Unidos) | Medalla de bronce    | –78 kg               |
| 1991                    | La Habana (Cuba)              | Medalla de bronce    | –86 kg               |
| Campeonato Panamericano |                               |                      |                      |
| Año                     | Lugar                         | Medalla              | Categoría            |
| 1986                    | Salinas (Puerto Rico)         | Medalla de oro       | –78 kg               |
| 1988                    | Buenos Aires (Argentina)      | Medalla de oro       | –78 kg               |
| 1994                    | Santiago de Chile (Chile)     | Medalla de bronce    | –86 kg               |